# Park Su-bin
Park Su-bin (박수빈?; Gwangju, 12 febbraio 1994) è una cantante, compositrice e conduttrice televisiva sudcoreana.
Ha debuttato nel 2011 come membro del girl group Dal Shabet e ha pubblicato il suo primo singolo da solista nel 2016.

## Biografia
Park è nata il 12 febbraio 1994 a Gwangju. Ha frequentato la Hanlim Multi Art School di Seul e si è in seguito iscritta alla facoltà di Teatro presso l'università di Konkuk.

### 2011-2015: gli inizi
Park Subin ha debuttato ufficialmente il 3 gennaio 2011 con il gruppo Dal Shabet e il disco Supa Dupa Diva. In precedenza era comparsa nel video musicale "I Need A Girl" del cantante Taeyang, membro del gruppo musicale Big Bang.
Insieme alle altre componenti delle Dal Shabet, Subin ha realizzato un cameo nella fortunata serie televisiva prodotta da KBS Dream High come studentessa della scuola superiore Kirin. Il gruppo è poi apparso nel film Wonderful Radio nel ruolo delle Corby Girls. In seguito è entrata a far parte del cast di Koreana Jones il 28 marzo 2011, partecipando a otto episodi. Insieme a Serri, altro membro delle Dal Shabet, Subin ha preso parte alla colonna sonora della serie prodotta da OCN God's Quiz 2a con la traccia Turn Your Head, pubblicata il 23 giugno 2011. È stata inoltre co-conduttrice del programma televisivo Poker Face Season 2 di KBS2, presentato in anteprima il 13 luglio 2011 e durato fino al 7 settembre per un totale di dieci episodi.
Nel 2012, ha condotto otto episodi del programma Studio C prodotto da SBS MTV al fianco del duo hip hop Mighty Mouth; successivamente si è unita al cast dello show Music Storage di MBC con Yang Hee-eun, Horan e Junyoung degli ZE: A. Il programma è stato trasmesso per un totale di dieci episodi, dal 13 ottobre 2012 al 1º dicembre 2012.
Park Subin ha lavorato come conduttrice del programma Music Talk Talk Ma Bling, trasmesso dalla rete MBC nel gennaio 2013, conclusosi con l'episodio 117 episodi il 12 luglio seguente. Durante la trasmissione del programma Park ha partecipato alla miniserie di sette episodi targata TVN Find the Fake. Il 25 dicembre 2013 è apparsa nella serie televisiva prodotta da SBS Byeor-eseo on geudae.
Park ha inoltre composto e scritto, con la partecipazione di Jung Il-hoon dei BtoB, la canzone "Just Pass By", inclusa nel settimo EP delle Dal Shabet, BBB, uscito l'8 gennaio 2014. Il 2 maggio è diventata un membro del cast della seconda stagione di 9 to 6. L'idea del programma televisivo consisteva nell'aiutare diverse celebrità a trovare un impiego al di fuori dell'industria dell'intrattenimento. La trasmissione ha subito molteplici interruzioni e ritardi a causa del naufragio del Sewol e del coinvolgimento di Park in un incidente stradale avvenuto il 23 maggio 2014.
Park Subin ha in seguito prodotto l'ottavo EP delle Dal Shabet, Joker is Alive, lanciato sul mercato il 15 aprile 2015, contribuendo personalmente alla composizione dei testi di ciascuno dei sei brani.

### 2016-presente: il debutto da solista
Nel maggio del 2016, Park fa il suo ingresso nella scena musicale come solista con il mini album Flower, composto dai brani "Hate" e "Flower", entrambi scritti e prodotti da lei stessa. Poco dopo il rilascio di Flower presenta il suo primo EP, Our Love, il 20 giugno.
Park ha cantato ciascuna delle quattro canzoni della colonna sonora del varietà I Am a Movie Director, Too, al quale ha partecipato come membro del cast.
Il 28 dicembre 2016 ha pubblicato un nuovo singolo digitale intitolato Moon, Pt. 1, composto dalle tracce "Swing" e "Moon". Il 23 febbraio 2017 ha pubblicato invece il suo secondo EP, Circle's Dream. composto dai due brani di Moon, Pt. 1 più "Circle's Dream" e "Strawberry".
Nel dicembre del 2017, il suo contratto con la Happy Face Entertainment giunge al termine. La cantante sceglie di abbandonare l'etichetta discografica, decisione che rende incerto il suo futuro con le Dal Shabet.
Nel febbraio 2018 i media comunicano che Park ha firmato un contratto con l'agenzia di management KeyEast. Il 5 marzo 2019 ha pubblicato il singolo digitale "Katchup" con il suo nuovo nome d'arte, Dalsooobin.

## Discografia

### EP
- Our Love (2016)
- Circle's Dream (2017)

### Singoli
| Titolo                                                       | Anno | Posizioni più alte in classifica | Vendite | Album          |
| Titolo                                                       | Anno | KOR                              | Vendite | Album          |
| ------------------------------------------------------------ | ---- | -------------------------------- | ------- | -------------- |
| "Hate" (미워)                                                | 2016 | —                                | N/A     | Our Love       |
| "Our Love" (이 곳)                                           | 2016 | —                                | N/A     | Our Love       |
| "Moon" (달)                                                  | 2016 | —                                | N/A     | Circle's Dream |
| "Circle's Dream" (동그라미의 꿈)                             | 2017 | —                                | N/A     | Circle's Dream |
| "Strawberry"                                                 | 2017 | —                                | N/A     | Circle's Dream |
| "Katchup"                                                    | 2019 | —                                | N/A     | Singolo        |
| "—" indica le uscite che non sono entrate nelle classifiche. |      |                                  |         |                |

### Colonne sonore
| Titolo                                                       | Anno | Posizioni più alte in classifica | Vendite | Album                          |
| Titolo                                                       | Anno | KOR                              | Vendite | Album                          |
| ------------------------------------------------------------ | ---- | -------------------------------- | ------- | ------------------------------ |
| "Turn your head" con Serri                                   | 2011 | —                                | N/A     | Quiz of God 2 OST              |
| "Only Tell Me"                                               | 2014 | —                                | N/A     | Love & Secret OST              |
| "Dream" con Eddy Kim                                         | 2016 | —                                | N/A     | I Am a Movie Director, Too OST |
| "Update" (UP데이트) con ATO                                  | 2016 | —                                | N/A     | I Am a Movie Director, Too OST |
| "Walkie-Talkie" (워키토키)                                   | 2016 | —                                | N/A     | I Am a Movie Director, Too OST |
| "Parasol" (파라솔)                                           | 2017 | —                                | N/A     | Idol Drama Operation Team OST  |
| "—" indica le uscite che non sono entrate nelle classifiche. |      |                                  |         |                                |

## Filmografia

### Film
| Anno | Titolo          | Ruolo      | Note  |
| ---- | --------------- | ---------- | ----- |
| 2012 | Wonderful Radio | Corby Girl | Cameo |

### Televisione
| Anno | Titolo                   | Rete        | Ruolo | Note        |
| ---- | ------------------------ | ----------- | ----- | ----------- |
| 2011 | Koreana Jones            | MBC         | Cast  | 8 episodi   |
| 2011 | Poker Face Stagione 2    | KBS2        | Host  | 10 episodi  |
| 2012 | Studio C                 | SBS MTV     | Host  | 8 episodi   |
| 2012 | Music Storage            | MBC         | Host  | 10 episodi  |
| 2013 | Music Talk Talk Ma Bling | MBC         | Host  | 117 episodi |
| 2013 | Find the Fake            | TVN         | Cast  | 7 episodi   |
| 2014 | 9 to 6 Stagione 2        | MBC Every 1 | Cast  | 10 episodi  |